# Lavagna
Lavagna er en by godt 41 km kilometer syd for Genova i den italienske region Ligurien. Byen har 12.617  indbyggere (pr. 2017).